# Agrostis canina
Agrostis canina es una especie de planta herbácea de la familia de las poáceas.

## Descripción

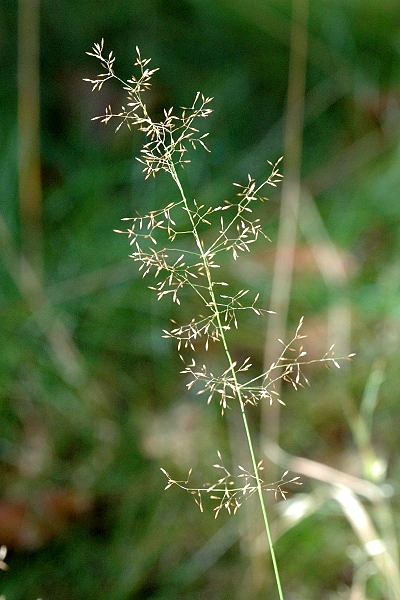
Inflorescencia

Agrostis canina es una planta perenne, con estolones pero no rizomas y tallos que crecen hasta los 75 centímetros de altura. Se confunde frecuentemente con Agrostis vinealis (anteriormente tratada como subespecie o variedad de A. canina), que crece en hábitats más altos y tiene rizomas en lugar de estolones.
Las láminas de las hojas miden 2-15 cm de largo y 1-3 mm de ancho, con una lígula aguda o acuminada de hasta 4 mm de largo. La planta florece de mayo a julio, y la inflorescencia es una panícula de 3-16 cm de largo y hasta 7 cm de ancho. Cada espiguilla es de 1.9 -2.5 mm de largo.
Distribución y ecología
Agrostis canina cubre la mayor parte de Europa y zonas templadas de Asia, y se extiende desde el nivel del mar a la zona alpina. Agrostis canina es sensible a la sequía, pero es común en lugares húmedos, como cunetas y márgenes de los lagos.
El resumen, el crecimiento verde de A. canina la ha hecho popular como hierba del césped, así como su uso en los campos de golf.

## Taxonomía
Agrostis canina fue descrita por Carlos Linneo y publicado en Species Plantarum 1: 62. 1753.
Citología
Número de cromosomas de Agrostis canina (Fam. Gramineae) y táxones infraespecíficos: 2n=28
Etimología
Ver: Agrostis
canina: epíteto latino que significa "de perros".
Sinonimia
- Agraulus caninus P.Beauv.
- Agraulus pallidus (With.) Gray
- Agrestis canina (L.) Bubani
- Agrostis affinis Kunth
- Agrostis alba f. aristata Millsp.
- Agrostis alba var. aristata Spenn.
- Agrostis alpina Leyss.
- Agrostis arenaria Schur
- Agrostis arenosa Schur
- Agrostis fascicularis Sinclair
- Agrostis geniculata Lam.
- Agrostis glaucina T.Bastard
- Agrostis hybrida Gaudin
- Agrostis leersii J.F.Gmel.
- Agrostis mutabilis Sibth.
- Agrostis nivea Sinclair
- Agrostis nobilis De Not. ex Parl.
- Agrostis pallida With.
- Agrostis setacea var. glaucina (Bast.) Mutel
- Agrostis stricta De Not. ex Parl.
- Agrostis sudavica M.M.Ivanova
- Agrostis tenuis T.Bastard ex Roem. & Schult.
- Agrostis transsilvanica Schur
- Agrostis varians Thuill.
- Agrostis violaceopurpurea Gilib.
- Agrostis wightii Nees ex Steud.
- Avena canina Scop.
- Milium caninum (L.) Lag.
- Trichodium arenarium Schur
- Trichodium arenosum (Schur) Schur
- Trichodium caninum (L.) Schrad.
- Trichodium caninum var. turfosum Schur
- Trichodium coerulescens Link ex Steud.
- Trichodium diffusum Link
- Trichodium glaucinum (T.Bastard) Roem. & Schult.
- Trichodium hybridum (Gaudich.) Roem. & Schult.
- Trichodium kitaibelii Schult.
- Trichodium montanum Willd. ex Steud.
- Trichodium niveum Philipson
- Trichodium tenerrimum Schur
- Trichodium transsilvanicum (Schur) Schur
- Trichodium turfosum Schur
- Vilfa hybrida (Gaudich.) P.Beauv.
- Vilfa vulgaris Wight ex Steud.[12][13]